# Hardangervidda-Nationalpark
Der Hardangervidda-Nationalpark (norwegisch Hardangervidda nasjonalpark) ist mit 3.422 km² der größte Nationalpark Norwegens. Er gehört zu den Provinzen Vestland, Telemark und Buskerud und umgrenzt das Hardangervidda-Hochplateau, das die größte Hochebene Europas ist. Der Name Hardangervidda kommt von der Provinz Hardanger und dem norwegischen Wort vidde, was Hochplateau bedeutet.
Der Park wurde 1981 gegründet und ist heute ein beliebtes Gebiet zum Wandern, Klettern, Angeln und Skilanglaufen. Der Norwegische Wanderverein unterhält im ganzen Park zahlreiche Wege und Selbstversorgerhütten. Die Bergenbahn und die Reichsstraße 7 führen durch den Park.
Der Hardangervidda weist eine beachtliche Anzahl an arktischen Tieren und Pflanzen auf. Die im Park lebenden Bergrentierherden gehören zu den größten weltweit.
Wie auch in anderen Nationalparks in Norwegen fand man im gesamten Park zahlreiche prähistorische Relikte der Rentierjagd.

## Geografie, Landschaft und Geologie
Das Hardangervidda-Plateau ist mit rund 6500 km² die größte Rumpffläche Europas. Die Durchschnittshöhe beträgt 1100 m.o.h, der höchste Punkt im Park ist der Hardangerjøkulen Gletscher mit 1863 m.o.h. Trotz der Größe von 3422 km² kann der 1690 Meter hohe Hårteigen von nahezu jedem Punkt im Park aus gesehen werden.
Die Landschaft im Park ist geprägt von kahlen, baumlosen Moorlandschaften, die von zahlreichen Tümpeln, Seen, Flüssen und Strömen durchzogen werden. Die Landschaft im Park wandelt sich von West nach Ost erheblich. Während im Westen vor allem Gletscher, Berge und üppige Wiesen die Landschaft dominieren, besteht sie im Osten des Parks vor allem aus Hügeln und kleineren Bergen mit kargeren Wiesen, Mooren und Seen.
Mit Spitzenwerten von 1000 mm Regen pro Jahr fällt im westlichen Teil des Parks auch mehr Niederschlag.
Durch die Eiszeiten in den letzten Jahrtausenden wurde die Form des Gebirges erheblich beeinflusst. So gibt es z. B. kaum spitze Gipfel und scharfe Scharten. Entstanden ist das Gebirge vor allem im Präkambrium, im Kambrium und im Silur.

## Flora und Fauna
Im gesamten Park gibt es keine Bäume, nur Büsche oder Sträucher, da das gesamte Areal über der Baumgrenze liegt. Ebenfalls aufgrund der Höhe herrscht im Hardangervidda Arktisches Klima. Klimatisch bedingt leben im Park einige arktische Tiere und Pflanzen, die sonst in ganz Europa nicht mehr südlicher anzutreffen sind. Insgesamt leben 24 Säugetier-, 114 Vogelarten und über 500 Pflanzenarten im Park.
Die größte Bergrentierherde bestand im Jahr 1996 aus rund 15.000 Tieren und 2008 immerhin noch aus ca. 8000. Während des Jahres streifen die Rentiere durch den gesamten Hardangervidda. Die Rentiere wandern im Frühling von den Winterweiden im Osten der Hochebene auf die höheren, nahrungsreicheren Sommerweiden der westlichen Hardangervidda, wo auch der Nachwuchs auf die Welt kommt.
Obwohl es im Osten des Parks größere Wiesen und Moore gibt, gestaltet sich die Pflanzenwelt im regenreichen Westen des Parks deutlich vielfältiger. Jedoch besteht diese Artenvielfalt vor allem aus zahlreichen Gräsern, Moosen (hauptsächlich Torfmoose) und Flechten.
Vor 9000–5000 Jahren, im Atlantikum (Steinzeit), war das Klima milder als heutzutage, so dass nahezu der gesamte Hardangervidda bewaldet war, was man durch in Mooren gefundene, bis heute konservierte Waldkieferstämme nachweisen konnte. Aufgrund der Globalen Erwärmung könnte es eines Tages auch wieder so sein.

## Kulturerbe
Das Areal des Nationalparks wurde schon seit Jahrtausenden von Menschen besiedelt, was man an den Überresten steinzeitlicher Siedlungen auch belegen konnte. Zudem gab es zahlreiche Wege, die damals den Westen mit dem Osten Norwegens verbanden. Ein Beispiel hierfür ist der Nordmannsslepa, der Eidfjord und Veggli im Numedal-Tal mit Hol und Uvdal verband.

## Tourismus und Verwaltung
Zum Nationalpark gehören zwei Informationszentren. Zum einen das Norsk Natursenter in Eidfjord und das Hardangervidda Nasjonalparksenter in Tinn, das im Sommer 2013 wiedereröffnet wurde.
Im Hardangervidda gibt es einige Übernachtungshütten, die vom norwegischen Wanderverein betrieben werden.
Aktivitäten

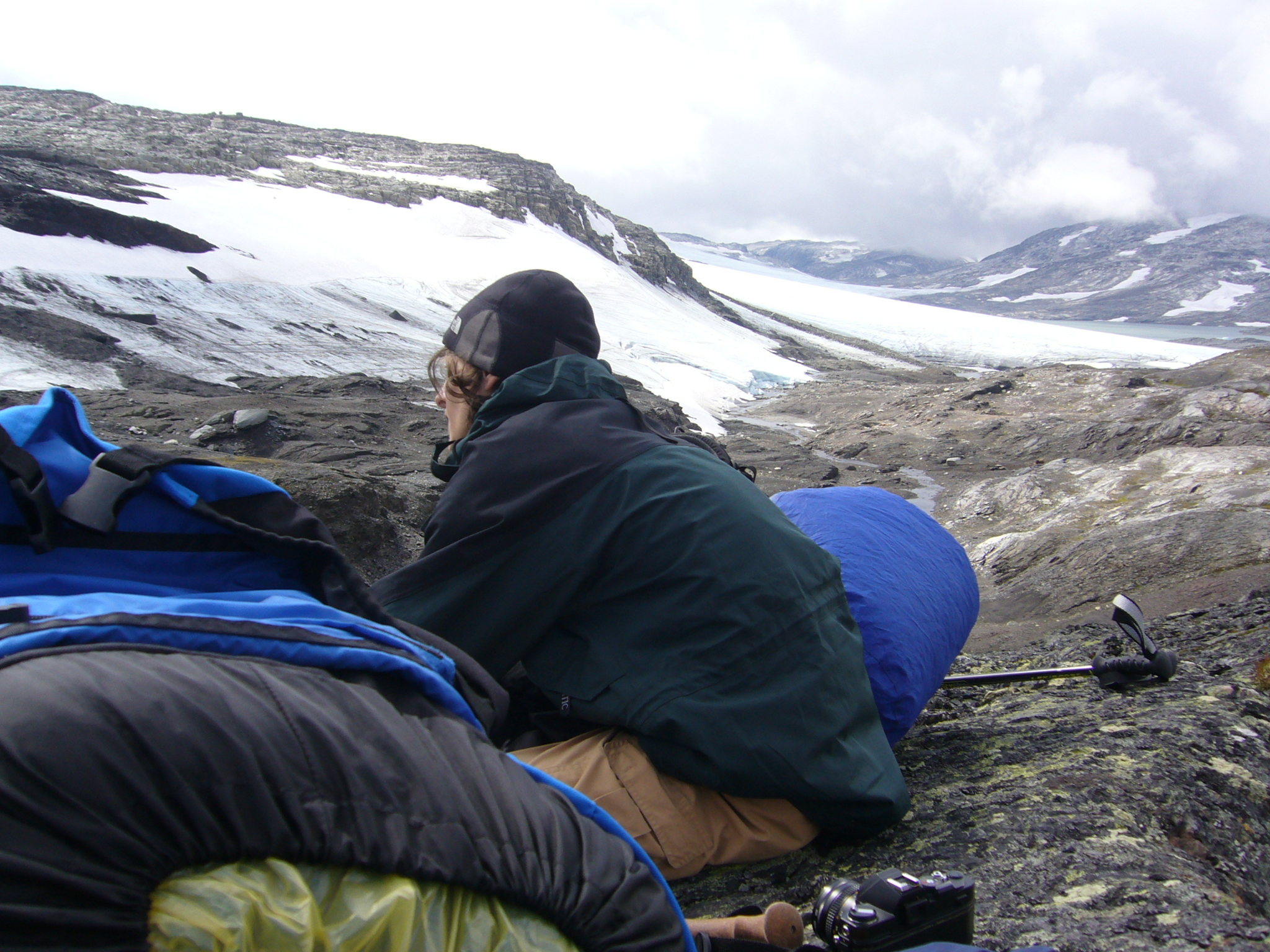
Westseite des Hardangerjøkulen und Trekking auf der Hochebene

- Trekking, (Ski- und Rad)Wandern sind beliebte Urlaubsaktivitäten im Nationalpark. Es gibt ein weit ausgebautes Netz an Wanderwegen und bewirtschafteten sowie unbewirtschafteten Hütten des norwegischen Wandervereins DNT. Im Winter sind diese jedoch geschlossen. Das Jedermannsrecht erlaubt freies Zelten und Übernachten in der Natur.
- Die Trollbahn ist eine für Ausflüge mit Kindern gedachte kleine Bahn. Sie fährt zwischen Juni und August zwischen Vøringsfoss und dem Måbø Gård Museum.
- Draisinen-Fahrt auf der stillgelegten Strecke der Numedalbahn.

## Bildergalerie

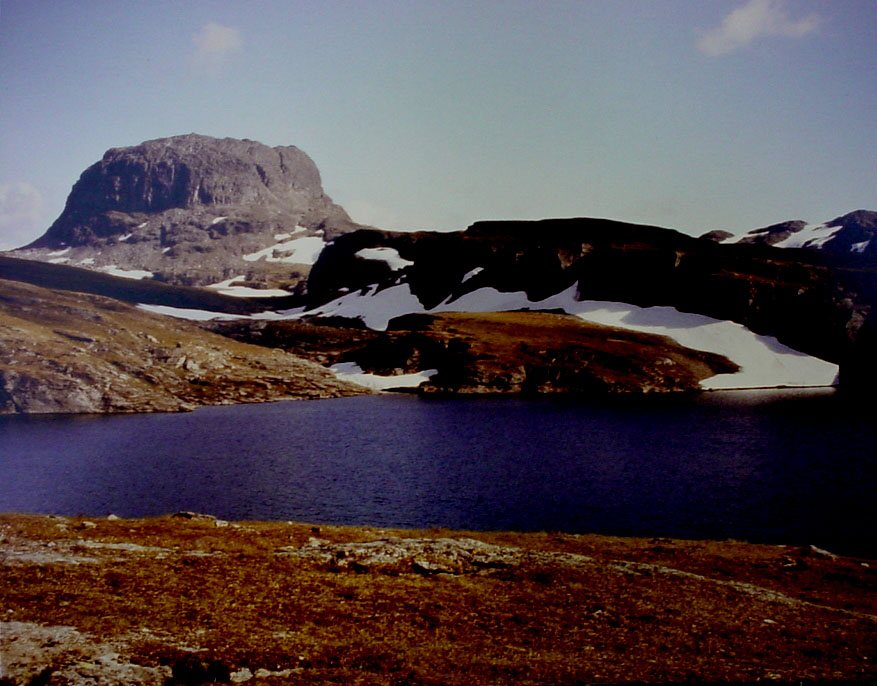
Der Hårteigen im Hardangervidda
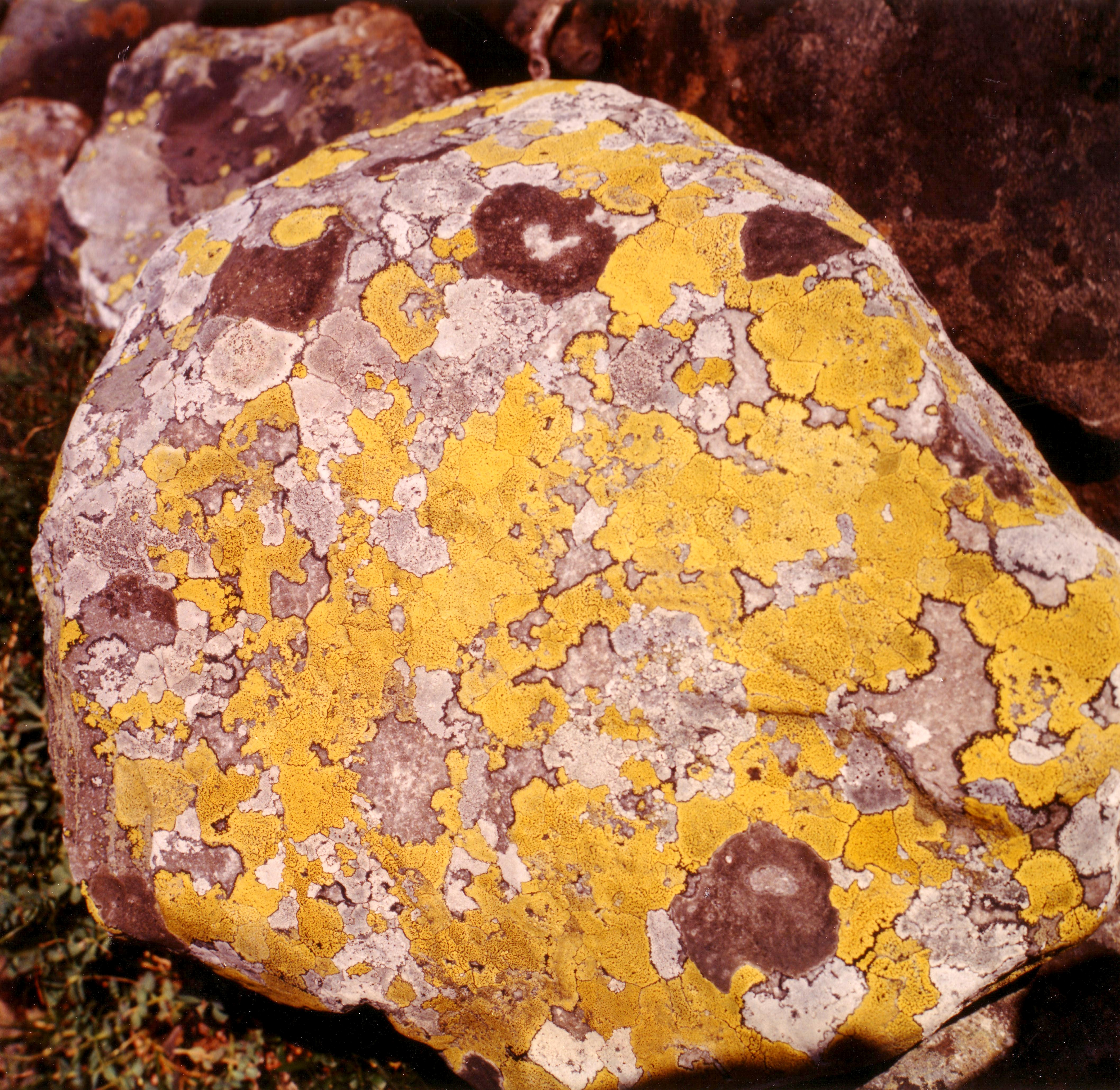
Landkartenflechten auf einem Stein im Hardangervidda
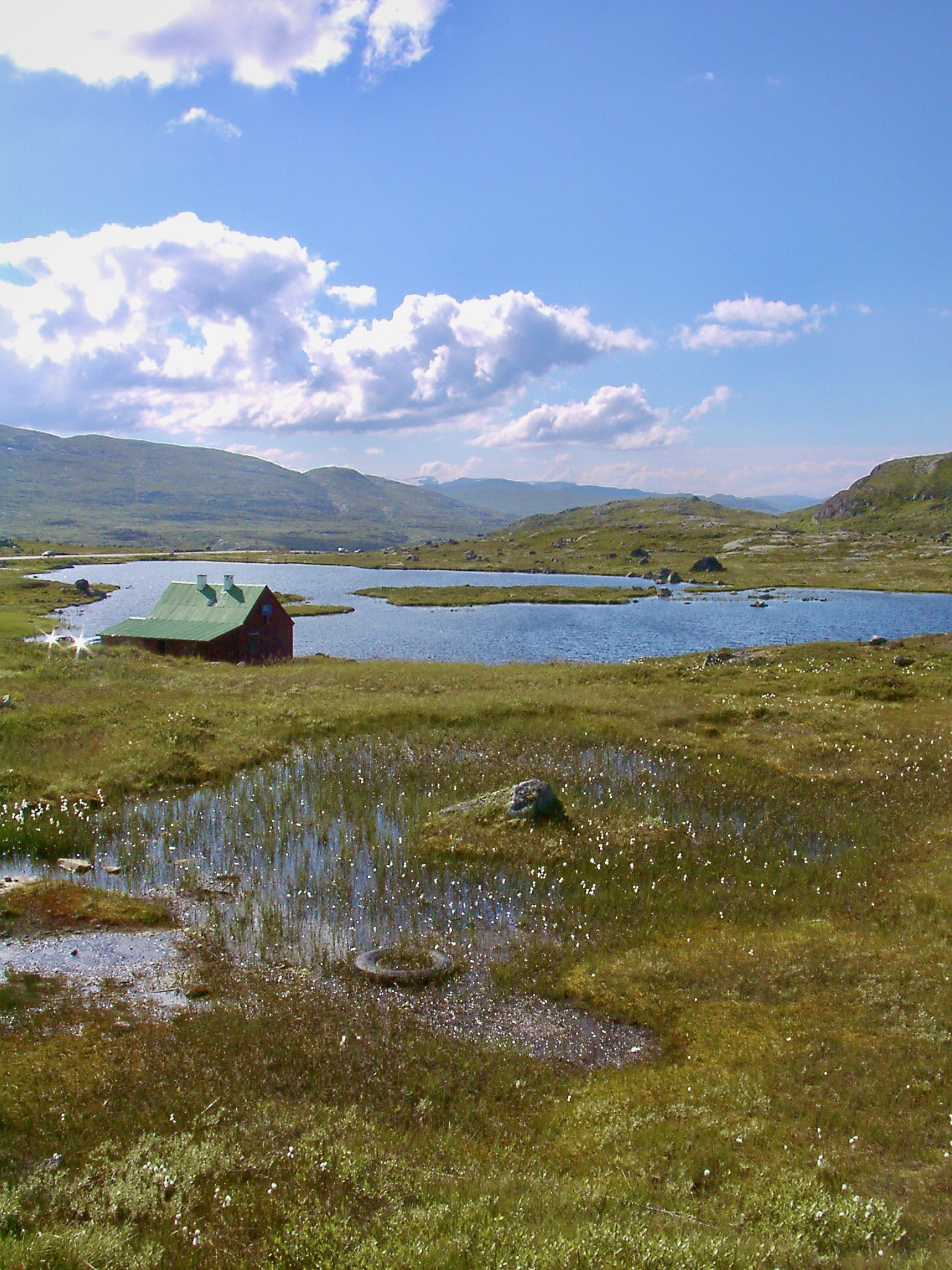
Blick auf die Hochebene

## Film
- Hardangervidda – Ein Nationalpark in Norwegen. Dokumentarfilm, Norwegen, 2010, 51:20 Min., Buch und Regie: Arvid Aga, Produktion: Nordic World, deutschsprachige Erstsendung: 13. Juni 2013 bei Servus TV, Inhaltsangabe.